# Rugby à XV en Argentine
Le rugby à XV en Argentine est un sport populaire. Il y est introduit au début des années 1870 par des Britanniques. Le premier match joué date de 1873. L'équipe d'Argentine a participé à chaque Coupe du monde de rugby, elle est connue comme les Pumas. Elle est considérée comme une équipe de premier ordre, une des huit meilleures nations mondiales au classement actuel établi par l'IRB. 

## Institution dirigeante
La fédération argentine de rugby à XV (l'Unión Argentina de Rugby ou UAR) a la charge d'organiser et de développer le rugby à XV en Argentine. Elle regroupe les fédérations autonomes, les clubs, les associations, les sportifs, les entraîneurs, les arbitres, pour contribuer à la pratique et au développement du rugby à XV dans tout le territoire argentin. L'UAR a été créée en 1899 en même temps que la River Plate Rugby Football Union, 26 ans après le premier match de rugby à XV joué sur le sol argentin. La fédération est membre de l'International Rugby Board avec un siège dans le Conseil exécutif. L'UAR est une des plus vieilles fédérations de rugby à XV au monde. La fédération devint membre de l'International Rugby Board (IRB) après avoir été invitée à participer à la première édition de la Coupe du monde en 1987. L'UAR gère l'Équipe d'Argentine de rugby à XV.

## Compétitions
Le Nacional de Clubes est une compétition de clubs en Argentine, qui réunit 16 équipes réparties en 4 poules, les deux premiers de chaque poule sont qualifiés pour des quarts de finale. L'Unión de Rugby de Buenos Aires (URBA) organise une compétition provinciale de clubs, la plus importante de toutes les compétitions provinciales. L'URBA est la plus forte des provinces, elle fournit la moitié des internationaux.
L'Argentine est la seule grande équipe encore isolée : il a été souvent évoqué qu'elle rejoigne l'Afrique du Sud, l'Australie et la Nouvelle-Zélande dans le Super 14, avec 2 provinces. Après l'obtention de la Coupe du monde de rugby à XV 2011 à la Nouvelle-Zélande, pour laquelle l'Argentine a voté, des voix s'élèvent pour réclamer davantage de soutien des néo-zélandais dans la promotion du rugby argentin, plus que la simple obtention d'un rendez-vous lors d'un test-match (ce qui avait été obtenu avant la campagne pour la désignation du pays hôte de la Coupe du monde 2011). Des argentins souhaiteraient recevoir l'appui des néo-zélandais pour intégrer le Super 14 et le Tri-nations.
C'est désormais chose faite depuis l'été 2011 où la SANZAR, organisateur du Tri-nations, a officiellement annoncé l'intégration de l'Argentine à partir de l'édition 2012. La compétition est à cette occasion rebaptisée en "The Rugby Championship". Chaque équipe affronte les autres équipes deux fois, comme lors du Tri-nations.

## Popularité
Le rugby à XV en Argentine est encore largement amateur; cependant, il compte de nombreux joueurs professionnels. Les joueurs les plus doués émigrent en Europe (la plupart en Angleterre et en France) où ils peuvent jouer comme joueurs professionnels dans des structures professionnelles. Parmi les joueurs les plus réputés, Hugo Porta mérite certainement d'être détaché (joueur pendant la décennie des années 1970), sont également très connus Agustín Pichot, ancien capitaine et demi de mêlée des Pumas, Hernandez "El Mago", un temps considéré comme le meilleur joueur du monde, ainsi que l'ancien joueur et sélectionneur Marcelo Loffreda.

## Équipe nationale
L'équipe nationale est surnommée les Pumas, elle est habillée d'un maillot rayé bleu et blanc, elle est considérée comme une équipe de première division par l'IRB. Elle participe au The Rugby Championship depuis 2012, ainsi qu'à la Coupe du monde, où elle remporte la 3e place en 2007.